# Égalitarisme
 (juin 2020).
L'égalitarisme est une doctrine politique prônant l'égalité des citoyens en matière politique, économique, voire sociale selon les contextes. Dans un sens plus général, l'égalitarisme désigne une école de pensée qui donne la priorité à l'égalité de tous.

## Définitions
Selon la Stanford Encyclopedia of Philosophy, les doctrines égalitaires soutiennent que tous les êtres humains, peu importe leur genre, âge ou orientation sexuelle, sont égaux en valeur fondamentale et en statut social.
Selon le dictionnaire Merriam-Webster, l'égalitarisme s'applique à deux concepts de l'égalité. Dans sa conception politique, l'égalitarisme prône un traitement égal entre individus vis-à-vis de la loi. Ces derniers doivent posséder les mêmes droits politiques, économiques, sociaux et civils. Dans sa conception idéologique, l'égalitarisme sera l'élimination totale des inégalités économiques entre les individus.
Des auteurs comme Frances Dahlberg, John Gowdy ou David Erdal et Andrew Whiten définissent l'égalitarisme comme l'idée selon laquelle l'égalité reflète l'état naturel de l'humanité.

## Polémique

### Arguments favorables
L'égalité en droit est le fait de considérer que chaque être humain doit être traité de la même façon par la loi, qu'importe sa religion, son sexe, son orientation sexuelle… L'égalitarisme est le fait de reconnaître les différences qui existent chez l'autre sans faire de discrimination. Ainsi, chaque être humain doit avoir les mêmes droits et devoirs au sein de la société. Selon cette perspective, les distinctions ne doivent être fondées que sur l'utilité sociale comme le définit la Déclaration des droits de l'homme et du citoyen de 1789 :

« Les hommes naissent et demeurent libres et égaux en droits. Les distinctions sociales ne peuvent être fondées que sur l’utilité commune. »

Tandis que Karl Popper dans La société ouverte et ses ennemis met en avant l'impartialité :

« L’égalitarisme veut que tous les citoyens soient traités impartialement, sans qu’il soit tenu compte de leur naissance, de leurs relations ou de leur fortune. En d'autres termes, il ne reconnaît aucun privilège naturel… »

L'égalitarisme, doctrine proche de celle du libéralisme[source insuffisante], considère, dans ce contexte, que les humains sont de nature égale et les traite ainsi tous également.

### Arguments défavorables
Pour ses détracteurs, l'égalitarisme est philosophiquement le refus de l'altérité, donc la recherche de l'Un, soit de l'Unité, niant la complexité et les contradictions inhérentes à la vie. Pour eux, l'égalitarisme, qu'il soit libéral ou socialiste, est une atteinte à la liberté, empêchant alors l'humain de s'élever et le dissolvant au sein d'une masse,.
Ils voient dans l'égalitarisme une source de nivellement par le plus petit facteur commun, qu'ils qualifient de « médiocratie ». Les régimes élitistes combattent l'égalitarisme. Ainsi, à revers du principe libéral de l'égalité des droits, les opposants de l'égalitarisme estiment que la liberté et l'égalité sont des concepts antinomiques.
Les totalitarismes du XXe siècle se sont violemment opposés à l'« égalitarisme » : Hitler a dénoncé l'égalitarisme[source insuffisante], ce qui s'est observé par la discrimination des individus selon une hiérarchie structurée, positionnant les aryens comme la « race » supérieure. De son côté, Staline a dénoncé « le nivellement "gauchiste" dans le domaine des salaires » (1931)[source insuffisante].

### Égalitarisme distributif et égalitarisme relationnel
L’égalitarisme peut désigner un ensemble de mouvements sociaux, politiques et philosophiques avançant l’idée que certains aspects de la société devraient être égalisés, ou qu’un ou des aspects d’une société favorisant ou désavantageant certaines communautés devraient être remplacés ou compensés de sorte que les inégalités en résultant soient réduites ou anéanties. Ces mouvements justifient habituellement leurs visées par un argumentaire devant démontrer que les mesures égalisatrices désirées sont nécessaires à la justice ou à la « vie bonne ».
Dans le discours académique nord-américain actuel sur l’égalitarisme, celui-ci tend à être divisé en deux courants majeurs : l’égalitarisme distributif et l’égalitarisme relationnel ou social,. Bien que la frontière entre les deux soit poreuse et que certains sous-courants ne se rangent pas bien sous ces catégories, l’égalitarisme distributif tend à viser l’égale répartition de certaines ressources (pouvant tout aussi bien désigner des ressources matérielles que relationnelles comme le pouvoir ou le statut) par leur distribution directe ou par la répartition appropriée des ressources matérielles permettant la production des ressources à égaliser, habituellement par le biais d’institutions étatiques. L’égalitarisme relationnel, quant à lui, vise le plus souvent l’abolition des hiérarchies et relations sociales identifiées comme à la fois inégales et injustes. Les modes d'implémentation de cet égalitarisme tendent cependant à demeurer particulièrement vagues et abstraits dans la littérature philosophique,.

#### Égalitarisme distributif
L’égalitarisme distributif regroupe un ensemble de théories qui ont en commun de considérer que les distributions égales de biens, de ressources ou d'opportunités sont importantes du point de vue de la justice. Il existe plusieurs principes au sein de l'égalitarisme distributif : l’égalité des ressources, l’égalité de bien-être et l’égalité d’opportunité de bien-être. Une autre sorte d’égalitarisme distributif qui est très nuancée est celle de G.A. Cohen. Il l’appelle l’« égalité d’accès aux avantages ». La notion d’accès renvoie à l’idée que même si les opportunités sont identiques, cela ne veut pas nécessairement dire qu’elles sont utilisées adéquatement par chaque personne. L’avantage est une notion plus large que le bien-être : ce qui m’avantage m’apporte du bien-être, mais le contraire n’est pas toujours vrai.
D'après Christian Schemmel, les égalitaristes distributifs voient l'égalité comme une valeur intrinsèquement distributive. En revanche, l'approche relationnelle voit l'égalité comme un large idéal pratique qui régit la structure des relations sociales, un idéal qui s'appuie lui-même sur une variété d'autres valeurs et qui a des implications pour les questions de distribution[réf. nécessaire].

#### Égalitarisme relationnel
L’égalitarisme relationnel regroupe un ensemble de théories qui ont en commun de considérer que ce qui importe du point de vue de la justice, ce sont les relations sociales à caractère égalitaire. L’égalitarisme relationnel émerge notamment en réaction à la prédominance de l’approche distributive dans la discussion sur l’égalité dans les débats de philosophie politique des dernières décennies. Plutôt que de réfléchir en termes de distribution de biens, l’approche relationnelle conçoit l’égalité comme un idéal qui gouverne (ou devrait gouverner) la relation entre les gens. On parle alors d’une « société d’égaux » au sein de laquelle les pratiques et les relations entretenues par les membres de la société favorisent l’égalité. Christian Schemmel a observé que l'égalitarisme distributif ne peut pas rendre compte des « attitudes expressives » des institutions sociales et politiques dans leur traitement des individus.
Dans « Displacing the distributive paradigm », un chapitre du livre Justice and the Politics of Difference, Iris Marion Young reproche au « paradigme distributif » le fait qu’il n’arrive pas à saisir adéquatement les relations sociales. L’égalitarisme distributif, en poussant le concept de distribution au-delà des biens matériels ou des quantités mesurables, commet des erreurs d’évaluation.
Bien qu’elles se conçoivent mutuellement de manière critique, ces deux approches ne sont pas nécessairement opposées. Par exemple, certains avancent que les institutions et les pratiques concernées par l’égalitarisme relationnel comprennent celles qui régissent la distribution des biens au sein de la société. L'idéal d'égalité relationnelle aurait ainsi d'importantes implications distributives.

##### Le suffisantisme
Le suffisantisme relationnel reprend les principes de la théorie distributive du suffisantisme et les applique au domaine des relations sociales. Selon une théorie du suffisantisme, une société est juste lorsque tous ses participants jouissent de ressources matérielles suffisantes. Le but n'est pas donc l'égalité mais la suffisance.
Le suffisantisme relationnel est une théorie qui allie une conception suffisantiste des relations sociales à la théorie relationnelle telle que véhiculée par l’égalitarisme relationnel. Ainsi, selon une théorie du suffisantisme relationnel, une société est juste lorsque tous ses participants jouissent d’un statut social suffisamment valorisé. Selon une telle théorie, les hiérarchies sociales ne sont pas nécessairement mauvaises, pourvu qu'un seuil suffisant de respect soit garanti à tout le monde.
Le principe de suffisance prend source dans l’intuition que ce qui motive réellement l’égalité est que les personnes les moins nanties puissent voir leur condition s’améliorer, or une telle motivation nécessite qu’ils et elles reçoivent une part suffisante des ressources, mais n’implique en rien que les ressources soient redistribuées de manière égale. De son côté, le caractère relationnel du suffisantisme relationnel implique que nous ne devons pas nous intéresser simplement à la redistribution des ressources comme dans le paradigme distributif, mais plutôt au caractère égalitaire des relations sociales.

### Critique de l'égalitarisme par le marxisme
Le communisme selon Marx et Engels s'éloigne de certains courants et d'une certaine conception du socialisme dit "utopique" dans le sens où le but de ce nouveau mode de production socialiste et communiste n'est pas d'envisager une forme d'égalité sociale totale en soit ou une forme d'égalitarisme abstrait. Le communisme ne mettra pas fin totalement à certaines "inégalités". Le but du communisme est de tendre vers une société sans classes où l'on puisse satisfaire les besoins de chacun selon le fameux adage : "De chacun selon ses moyens, à chacun selon ses besoins".

Friedrich Engels précise ceci dans une lettre à August Bebel en mars 1875, où il critique cette conception "égalitariste" qui est notamment fortement influencée originellement par une conception française du socialisme. La société communiste n'est pas « l'Empire de l'égalité » :
L'expression « destruction de toute inégalité sociale et politique » au lieu de « abolition de toutes les différences de classes » est également très suspecte. D'un pays à l'autre, d'une province à l'autre, voire d'un endroit à l'autre, il y aura toujours une certaine inégalité dans les conditions d'existence, inégalité que l'on pourra bien réduire au minimum, mais non faire disparaître complètement. Les habitants des Alpes auront toujours d'autres conditions de vie que les habitants des plaines. Se représenter la société socialiste comme l'Empire de l'égalité est une conception française trop étroite et qui s'appuie sur la vieille devise Liberté, Égalité, Fraternité, conception qui, en ses temps et lieu, a eu sa raison d'être parce qu'elle répondait à une phase d'évolution, mais qui, comme toutes les conceptions trop étroites des écoles socialistes qui nous ont précédés, devrait à présent être dépassée, puisqu'elle ne crée que de la confusion dans les esprits et qu'elle a été remplacée par des conceptions plus précises et répondant mieux aux réalités.
La réflexion autour de la liberté individuelle est également présente au sein de la pensée communiste de Marx, notamment dans le Manifeste communiste où le but du communisme est d'aboutir à une forme d'association "où le libre développement de chacun est la condition du libre développement de tous".